# اسون-اولوف یونسون
اسون-اولوف یونسون (انگلیسی: Sven-Olof Jonsson; ۲۳ ژانویهٔ ۱۸۹۳ – ۲ ژانویهٔ ۱۹۴۵) ژیمناست هنری اهل سوئد بود.